# Kecamatan Geneng
Kecamatan Geneng är ett distrikt i Indonesien.   Det ligger i provinsen Jawa Barat, i den västra delen av landet, 500 km öster om huvudstaden Jakarta.